# Beatrice Bilgeri

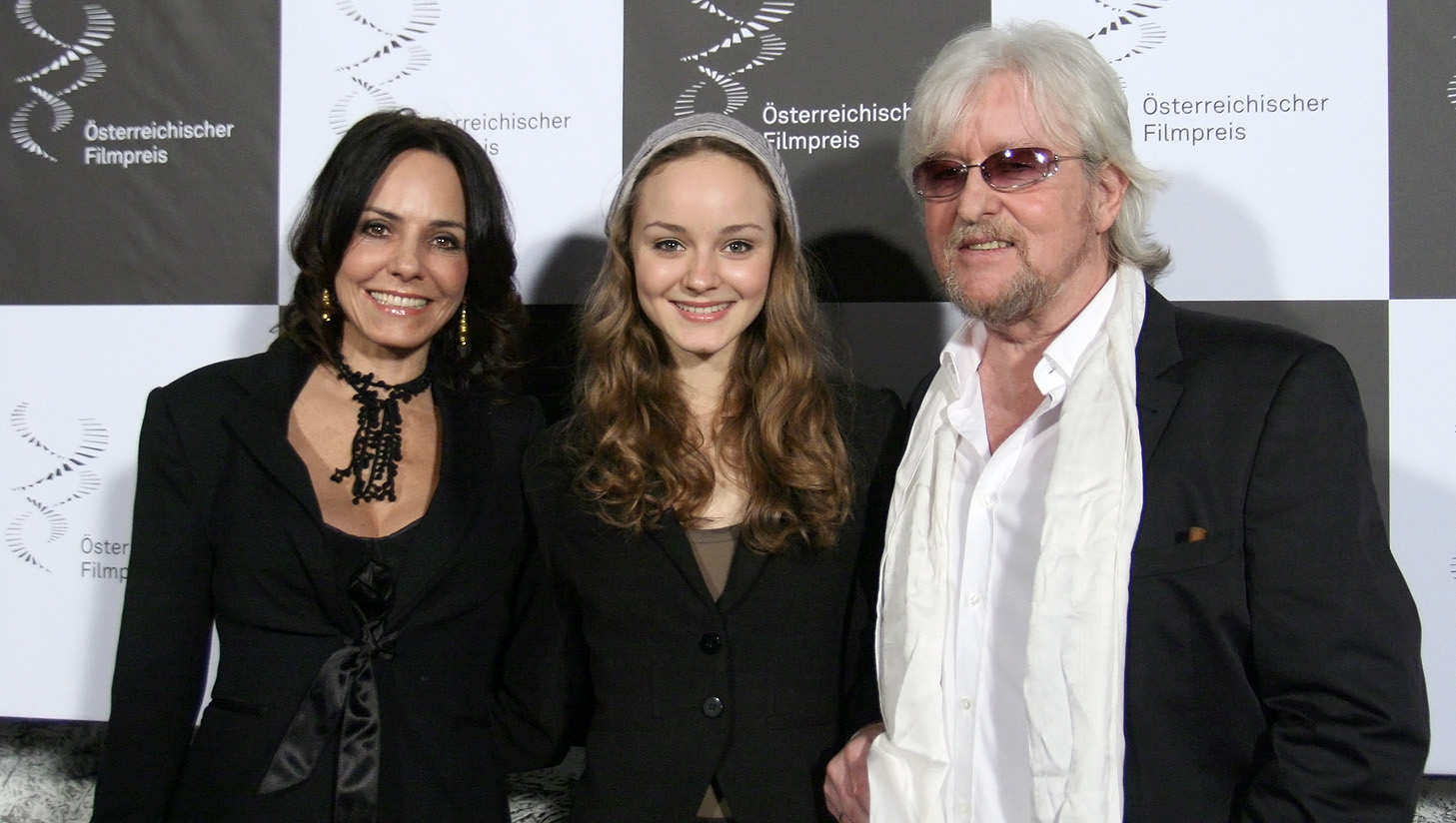
Beatrix Bilgeri-Kopf (links), Reinhold Bilgeri (rechts) mit Tochter Laura Bilgeri (2012)

Beatrice Bilgeri, auch Beatrix Kopf-Bilgeri, geborene Beatrix Kopf (* 4. November 1960 in Lustenau, Vorarlberg) ist eine österreichische Schauspielerin.

## Leben
Beatrice Bilgeri wurde als Beatrix Kopf geboren. Zunächst absolvierte sie eine Ausbildung zur diplomierten Krankenschwester. Im Jahr 1981 wurde sie zur „Miss Vorarlberg“ gekürt und arbeitete in der Folgezeit als Model. Ihre Ausbildung als Schauspielerin erhielt sie bei Ida Krottendorf und Alexander Trojan. 1982 gab sie ihr Filmdebüt in dem von Regisseur Reinhold Bilgeri gedrehten Film Professor Rock’n Roll. Einem breiteren Publikum bekannt wurde Bilgeri in ihrer Rolle als Geliebte von Hauptdarsteller Roy Black in der Fernsehserie Ein Schloß am Wörthersee. In dem 2010 erschienenen Filmdrama Der Atem des Himmels spielte sie die weibliche Hauptrolle.
Beatrice Bilgeri ist mit dem ebenfalls aus Vorarlberg stammenden Regisseur und Musiker Reinhold Bilgeri verheiratet. Ihre gemeinsame Tochter ist die Schauspielerin Laura Bilgeri (* 1995).

## Filmografie (Auswahl)
- 1982: Professor Rock’n Roll
- 1984: Popcorn & Paprika
- 1987: Johann Strauß – Der König ohne Krone
- 1991: Die Strauß-Dynastie (Fernseh-Miniserie 6 Teile)
- 1991–1993: Ein Schloß am Wörthersee (Fernsehserie, 7 Episoden)
- 1992: Lonely Fighter
- 1995: Nur über meine Leiche
- 2010: Der Atem des Himmels